# کریستین نایبی
کریستین نایبی (انگلیسی: Christian Nyby؛ ‏ ۱ سپتامبر ۱۹۱۳ – ۱۷ سپتامبر ۱۹۹۳) تدوین‌گر و کارگردان اهل ایالات متحده آمریکا بود. وی بین سال‌های ۱۹۴۳ تا ۱۹۷۵ میلادی فعالیت می‌کرد.

## فیلم‌شناسی
- چیزی از دنیای دیگر (کارگردان)
- رودخانه سرخ
- خواب ابدی
- داشتن و نداشتن
- ماجرای مرموز و پرالتهاب
- شاین